# Бързей (река)
 Тази статия е за реката Бързей.  За участъка от река вижте бързей.  
Бързей (старо име Юрукдере) е река в Южна България: област Кърджали – община Кърджали и област Хасково – общини Стамболово и Хасково; десен приток на Харманлийска река, от басейна на Марица. Дължината ѝ е 29 km. Отводнява най-източните части на рида Чуката в Източните Родопи и част от Хасковската хълмиста област.
Река Бързей извира на 467 m н.в. под името Хатаклардере, на 600 m югоизточно от село Миладиново, община Кърджали. Тече през хълмиста и нископланинска област, до село Царева поляна на север, до село Корен – на североизток и от там до устието си – на север-северозапад, като в преобладаващата си част долината ѝ е плитка и с полегати склонове. Влива се отдясно в Харманлийска река, на 159 m н.в., на 1,6 km източно от село Малево, община Хасково.
Площта на водосборния басейн на реката е 245 km2, което представлява 25,6% от водосборния басейн на Харманлийска река. Характерното за водосборния ѝ басейн е това, че е асиметричен – с малко и къси десни притоци и множество и дълги леви.
Основни притоци: → ляв приток, ← десен приток
- → Алфатдере
- ← Кушутско дере
- ← Кралевска река
- → Карамандере (най-голям приток)

Реката е с дъждовно подхранване, като максимумът е в периода февруари – март, а минимумът през август.
По течението на реката са разположени 4 села:
- Област Кърджали

- Община Кърджали – Рудина;

- Област Хасково

- Община Стамболово – Царева поляна, Жълти бряг;
- Община Хасково – Корен.

Водите на реката се използват за напояване в Хасковската хълмиста област, като по притоците ѝ са изградени множество микроязовири („Звиница“, „Дружба“, „Криво поле“, „Книжовник“ и др.).

## Топографска карта
- Лист от карта K-35-76. Мащаб: 1 : 100 000.